# Shahzodbek Sobirov
Shahzodbek Sobirov (* 29. května 1993) je uzbecký zápasník–judista a sambista.

## Sportovní kariéra
Se zápasením začínal v Urganchi. Připravuje se v Taškentu pod vedením Farhoda Turaeva. V uzbecké judistické reprezentaci se pohybuje od roku 2013, kdy sekundoval v polostřední váze krajanu Yahyo Imamovovi. Po nevýrazných výkonech překvapil v roce 2015 vítězstvím na prestižním pařížském turnaji, který mu v roce 2016 zajistil přímou kvalifikaci na olympijské hry v Riu. V uzbecké nominaci na olympijské hry v Riu uspěl na úkor Imamova, ale do Ria si formu nepřivezl. V úvodním kole měl překvapivě problémy s Fidžijcem Josateki Nauluem, který po ho minutě boje poslal výpadem o-uči-gari na juko. V následující akci dokázal zachytit fidžijcův nástup do o-soto-gari a kontrovat technikou koši-guruma na ippon. V dalším kole již nestačil v boji na zemi na Američana Travise Stevense a prohrál submisí.
V roce 2018 se zúčastnil Asijských her ve váhové kategorii do 90 kg a nepostoupil do semifinále.

### Vítězství
- 2015 – 1x světový pohár (Paříž)

## Výsledky
| Turnaj            | 2013             | 2014             | 2015             | 2016             | 2017 |
| Turnaj            | 20               | 21               | 22               | 23               | 24   |
| Turnaj            | polostřední váha | polostřední váha | polostřední váha | polostřední váha |      |
| ----------------- | ---------------- | ---------------- | ---------------- | ---------------- | ---- |
| Olympijské hry    |                  |                  |                  | úč.              |      |
| Mistrovství světa | —                | úč.              | —                |                  | úč.  |
| Asijské hry       |                  | —                |                  |                  |      |
| Mistrovství Asie  | úč.              |                  | —                | 7.               | 5.   |